# (247) Eucrante
(247) Eukrate és un asteroide pertanyent al cinturó d'asteroides descobert per Karl Theodor Robert Luther el 14 de març de 1885 des de l'observatori de Düsseldorf-Bilk, Alemanya.
Està nomenat així per Eucrante, una nereida, una deessa menor de la mitologia grega.

## Característiques orbitals
Eukrate està situat a una distància mitjana de 2,742 ua del Sol, podent allunyar-se fins a 3,408 ua. Té una inclinació orbital de 24,99° i una excentricitat de 0,2426. Triga 1659 dies a completar una òrbita al voltant del Sol.